# Lavender Menace

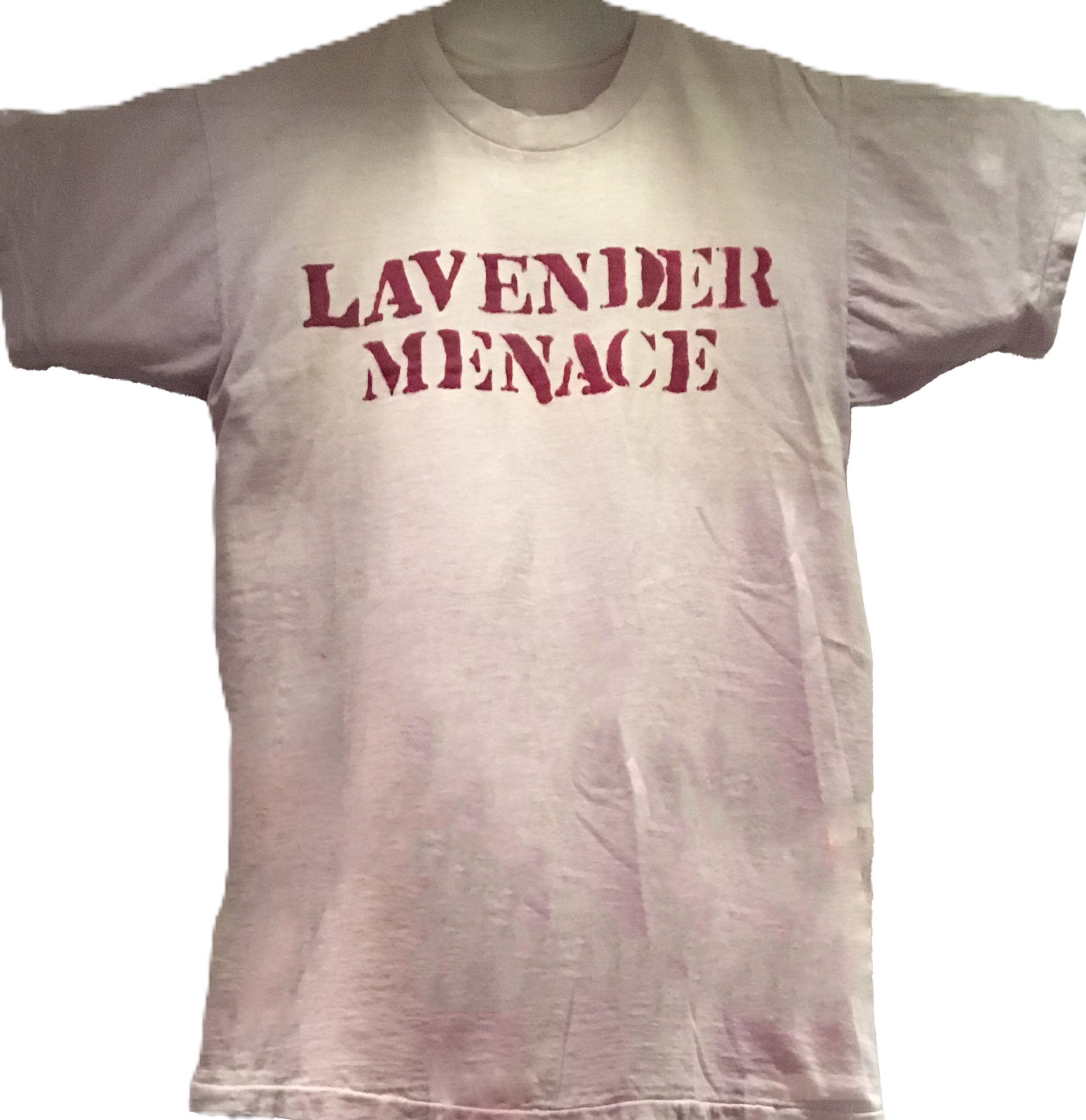
T-Shirt von Lavender Menace

Die Lavender Menace (etwa: Die lila Bedrohung) war eine informelle Gruppierung lesbischer radikaler Feministinnen, die aus Protest gegen den Ausschluss von Lesben und lesbischer Thematik von der restlichen feministischen Bewegung am 1. Mai 1970 beim Second Congress to Unite Women in New York City erstmals eine öffentliche Aktion durchführte. Mitglieder waren u. a. Karla Jay, Rita Mae Brown, Lois Hart, Barbara Love, Ellen Shumsky und Michaela Griffo, diese waren zumeist außerdem Mitglieder in der Gay Liberation Front (GLF) und der National Organization for Women (NOW).

## Ursprung des Konflikts
Der Ausdruck „Lavender Menace“ wurde erstmals von Betty Friedan, der Präsidentin von NOW verwendet, als sie 1969 den Versuch machte die Bedrohung näher zu beschreiben, welche ihrer Meinung nach von den lesbischen Mitgliedern der Bewegung ausging. Friedan und andere heterosexuelle Feministinnen waren der Meinung, dass die Verbindung der feministischen und der Lesbenbewegung das Potential zur politischen Einflussnahme untergraben würde, wenn Stereotype von Mannweibern und Männer- hassenden Lesben der Öffentlichkeit zur Verfügung stünden, um die Bewegung zu verurteilen. Friedans Anweisungen folgend distanzierte sich NOW von lesbischen Anliegen – so weit, dass 
sie die Daughters of Bilitis von der Sponsorenliste des im November 1969 gehaltenen First Congress to Unite Women strichen. Durch Friedans Bemerkungen sowie die Entscheidung, sich von DOB abzukehren, fühlte sich die lesbische Feministin Rita Mae Brown so enttäuscht, dass sie ihre Mitarbeit bei der NOW im Februar 1970 kündigte (Jay 137-138, Brownmiller 82).
Am 15. März 1970 kommentierte und zitierte Susan Brownmiller Friedans Äußerungen in einem Artikel im New York Times Magazine, in dem sie bemerkte, dass es sich durchaus nicht um eine „Menace“, sondern wohl eher um „a lavender herring“ (Anm.: red herring [fig.] = Finte, Ablenkungsmanöver) handle und daher keine klare und gegenwärtige Gefahr existiere. 
Brownmiller sagte später, dass sie beabsichtigt hatte, sich mit diesem Artikel auf humorvolle Weise von Friedans Homophobie zu distanzieren (Jay 140, Brownmiller 82), doch bei einigen lesbischen Feministinnen kam das ganz anders an. Besonders Michaela Griffo verstand ihre Bemerkungen als „a scathing put-down“ (eine beleidigende Herabsetzung, Brownmiller 82) und „evidence of Susan’s homophobia or closet homosexuality--that is, that she was trying to distance herself from lesbians by insulting us“ (den Beweis von Susans Homophobie oder eigener Homosexualität – womit ich meine, dass sie sich vermutlich von uns Lesben distanzieren wollte, indem sie uns angriff, Jay 140).

## Second Congress to Unite Women
Auf Rita Mae Browns Vorschlag hin einigten sich die Frauen der Lavender menace darauf, dass der Zeitpunkt gekommen sei, eine Aktion als Antwort auf Brownmillers Kommentare und Friedans Beschwerden durchzuführen. Man entschied den Second Congress to Unite Women bei dem bemerkenswerterweise keine einzige offene Lesbe auf dem Programm stand, zur Zielscheibe zu machen (Jay 140). Geplant wurde ein humorvoller „zap“ (etwa: eine plötzliche Einlage/Aktion) für die Eröffnung des Kongresses sowie die Ausgabe eines Manifests mit dem Titel „The Woman-Identified Woman“. (Jay 140-142). Karla Jay, eine der Organisatorinnen und Teilnehmerinnen der Aktion beschreibt deren Verlauf: 
Endlich waren wir bereit. Der „Second Congress to Unite Women“ begann am 1. Mai um 19.00h in der Intermediate School auf der West Seventeenth Street in Manhattan. Circa dreihundert Frauen füllten das Auditorium. Gerade als die erste Sprecherin – Jesse Falstein – sich auf den Weg in Richtung Mikrofon machte, drehte Michaela [Griffo] das Licht aus und steckte das Mikro ab. (Wir hatten uns den Raum am Tag davor genau angesehen und wussten wo sämtliche Schalter lagen). Ich stand in der Mitte der Menge und hörte meine Mitverschwörerinnen die Gänge rauflaufen. Einige lachten, andere stießen spitze Schreie aus. Als Michaela und Jesse die Lichter wieder andrehten waren beide Gänge mit 17 Lesben flankiert, die lila T-Shirts mit der Aufschrift „Lavender Menace“ trugen und die selbstgebastelten Plaketten hielten. Einige luden das Publikum ein, sich ihnen anzuschließen. Ich stand auf und rief: „Ja, ja Schwester! Ich werde nicht mehr im Schrank bleiben wegen der Frauenbewegung!“ Zum großen Schrecken des Publikums begann ich meine langärmelige rote Bluse aufzuknöpfen und auszuziehen. Darunter trug ich ein Lavender Menace T-shirt. Es gab viel Gelächter während ich mich zu den Anderen stellte. Dann rief Rita [Mae Brown] laut: „Wer möchte sich uns anschließen?“
„Ich will!“ erwiderten einige.
Daraufhin riss sich Rita ihr T-Shirt herunter, das Publikum schnappte nach Luft, doch darunter trug sie noch eines. Mehr Gelächter. Das Publikum war auf unserer Seite. (Karla Jay, Tales of the Lavender Menace, 143)
Nach dieser Einlage begannen die „Menaces“ Kopien des Manifests „The Woman-Identified Woman“ auszuteilen, erklommen die Bühne und begannen zu erklären, warum sie sich gegen den Ausschluss von Lesben aus dem Kongress wendeten. Einige Mitglieder des Planungskomitees versuchten zwar, auf die Bühne zu gelangen und mit ihrem Programm fortzufahren, doch die Menaces bewegten sich nicht und das Publikum zeige durch Applaus und Buhrufe sehr deutlich, wo seine Sympathien lagen. Die Gruppe nutzte das Mikrofon für ein spontanes speak-out zum Thema Lesben in der Frauenbewegung, woraufhin mehrere Teilnehmerinnen des „zap“ eingeladen wurden, am nächsten Tag Workshops zu diesem Thema zu veranstalten.

## Auswirkungen
Diese Aktion der „Lavender Menace“ sowie die Publikation von „The Woman-Identified Woman,“ markieren eine Wende in der zweiten Welle der feministischen Bewegung und das Gründungsjahr der „lesbisch- feministischen“ Bewegung. Viele der Organisatorinnen trafen sich weiterhin und entschieden sich dafür, eine fixe Gruppe (die Radicalesbians) zu gründen, um ihre Anliegen angemessen bearbeiten zu können. Bei der nächsten nationalen Konferenz von NOW im September 1971 verabschiedeten die Delegierten eine Resolution, welche Lesben in der Bewegung und Lesbenrechte als „a legitimate concern for feminism“ (ein berechtigtes Anliegen des Feminismus) bezeichnete.

## Einzelnachweis
1. ↑  Feminist.org